# Carlos Moraes Junior
Carlos Roberto Pio de Moraes Junior é um atleta brasileiro. Integra a delegação que disputa os Jogos Pan-Americanos de 2011, em Guadalajara, no México.